# Brigata meccanizzata "Trieste"
La Brigata meccanizzata "Trieste" è stata una Grande Unità dell'Esercito italiano. Costituita nel 1975, dipendente dalla Divisione meccanizzata "Folgore" del 5º Corpo d'Armata di Vittorio Veneto, stanziava con i suoi reparti nell'Emilia-Romagna ed aveva una forza di 4.760 uomini (272 ufficiali, 630 sottufficiali e 3.858 uomini di truppa). La Brigata aveva la sua sede a Bologna e il compito primario della "Trieste" era quello di contribuire nel periodo della guerra fredda alla difesa della frontiera est dell'Italia da un'ipotetica invasione delle truppe del Patto di Varsavia.

## Storia
La Brigata meccanizzata "Trieste" trae le sue origini dalla 101ª Divisione motorizzata "Trieste" grande unità del Regio Esercito Italiano che combatté durante la seconda guerra mondiale e venne sciolta il 13 maggio 1943 dopo essersi arresa agli alleati in Tunisia.

### Divisione fanteria "Trieste"
Nel dopoguerra la formazione venne ricostituita il 1º giugno 1950 a Bologna come Divisione fanteria "Trieste" nel quadro degli ampliamenti impostati per la Forza Armata dopo l'adesione dell'Italia alla NATO. La grande unità era costituita da due reggimenti di fanteria, uno di cavalleria ed uno di artiglieria e dopo essere stata inizialmente posta alle dipendenze del VI Comando territoriale di Bologna, venne inquadrata insieme alla Divisione fanteria "Friuli" nel VI Corpo d'armata costituitosi nel 1952 a Bologna.
Ordine di battaglia fino al 1954
- 40º Reggimento fanteria "Bologna"
- 82º Reggimento fanteria "Torino"
- 6º Reggimento cavalleria blindata "Lancieri di Aosta"
- 21º Reggimento artiglieria da campagna
- 121º Reggimento artiglieria da campagna
- VI Battaglione Genio Pionieri
- 6ª Compagnia trasmissioni
- Comando Unità Servizi

Nel 1954, solo quattro anni dopo essere stata ricostituita venne soppressa per dare origine a due raggruppamenti, uno dei quali, l'82º Reggimento fanteria "Torino", impiegato durante la crisi per Trieste rimase dislocato in Friuli-Venezia Giulia e inquadrato nella Divisione fanteria "Folgore".
La grande unità venne ricostituita l'anno successivo con un reggimento di fanteria in meno.

### Brigata fanteria "Trieste"
Nel 1960 le Divisioni "Friuli" e "Trieste" vennero ridotte a livello Brigata, con la denominazione rispettivamente di Brigata fanteria "Friuli" e Brigata fanteria "Trieste" in quadrate nel VI Corpo d'armata, nel quale nel 1963 venne inquadrata anche la neocostituita I Brigata paracadutisti che nel 1967 sarebbe diventata la Brigata paracadutisti "Folgore".
Ordine di battaglia dopo il 1961
- 40º Reggimento fanteria "Bologna"
- XI Battaglione corazzato (lo scudetto rappresentava l'alabarda, lo stemma di Trieste)
  - 1ª Compagnia carri  M47 (Patton)
  - 2ª Compagnia carri - M47 (Patton)
  - 3ª Compagnia Meccanizzata - M113
- Gruppo artiglieria da campagna "Trieste"
- Gruppo artiglieria controaerei leggera "Trieste" - M 1 da 40/56
- Sezione Aerei Leggeri "Trieste" - L-21A
- Compagnia Genio pionieri "Trieste"
- Compagnia trasmissioni "Trieste"

Dopo lo scioglimento del VI Corpo d'armata, avvenuto il 1º aprile 1972 le due brigate di fanteria "Friuli" e "Trieste", insieme alla Brigata paracadutisti "Folgore", sono passate alle dipendenze della VII Comando militare territoriale - Regione Militare "Tosco-Emiliana" costituitosi in seguito all'unificazione del VI Comando Militare Territoriale di Bologna e del VII Comando Militare Territoriale di Firenze.
La conformazione organica della brigata rimase immutata fino alla riorganizzazione dell'esercito del 1975. Nel corso degli anni la 1ª e la 2ª Compagnia carri dell'XI battaglione corazzato vennero riequipaggiate con gli M47 Patton che sostituirono gli M26 Pershing mentre il Gruppo artiglieria da campagna "Trieste" venne equipaggiato con gli obici M114 da 155/23 e la Sezione Aerei Leggeri vide la sostituzione degli L-21A con gli L-21B.

### Brigata meccanizzata "Trieste"
La formazione venne riorganizzata in Brigata di fanteria meccanizzata nel 1975 e inserita nella Divisione meccanizzata "Folgore" fino al 1986 e quando venne posta alle dipendenze del III Corpo d'armata fino al 1991.
Nel 1991, nel quadro del riordinamento della Forza Armata, muta la propria fisionomia organica e dal 1º giugno, la Brigata meccanizzata "Trieste", sciolta, diviene Brigata meccanizzata "Friuli" ed in seguito il 1º maggio 2000 Brigata aeromobile "Friuli".

#### I reparti nel 1984
- Reparto Comando e Trasmissioni stanziato a Bologna
- 37º Battaglione meccanizzato “Ravenna” stanziato a Bologna
- 40º Battaglione meccanizzato “Bologna” stanziato a Bologna
- 66º Battaglione meccanizzato “Valtellina” stanziato a Forlì
- 11º Battaglione carri "M.O. Calzecchi" stanziato a Ozzano Emilia
- 21º Gruppo artiglieria da campagna a traino meccanico “Romagna” stanziato a Bologna
- Battaglione logistico “Trieste” stanziato a Budrio
- Compagnia controcarri “Trieste” stanziata a Bologna
- Compagnia genio pionieri “Trieste” stanziata a Bologna
- 28º Battaglione fanteria "Pavia" stanziato a Pesaro (C.A.R. centro addestramento reclute)